# موسيقى الصحراء الغربية

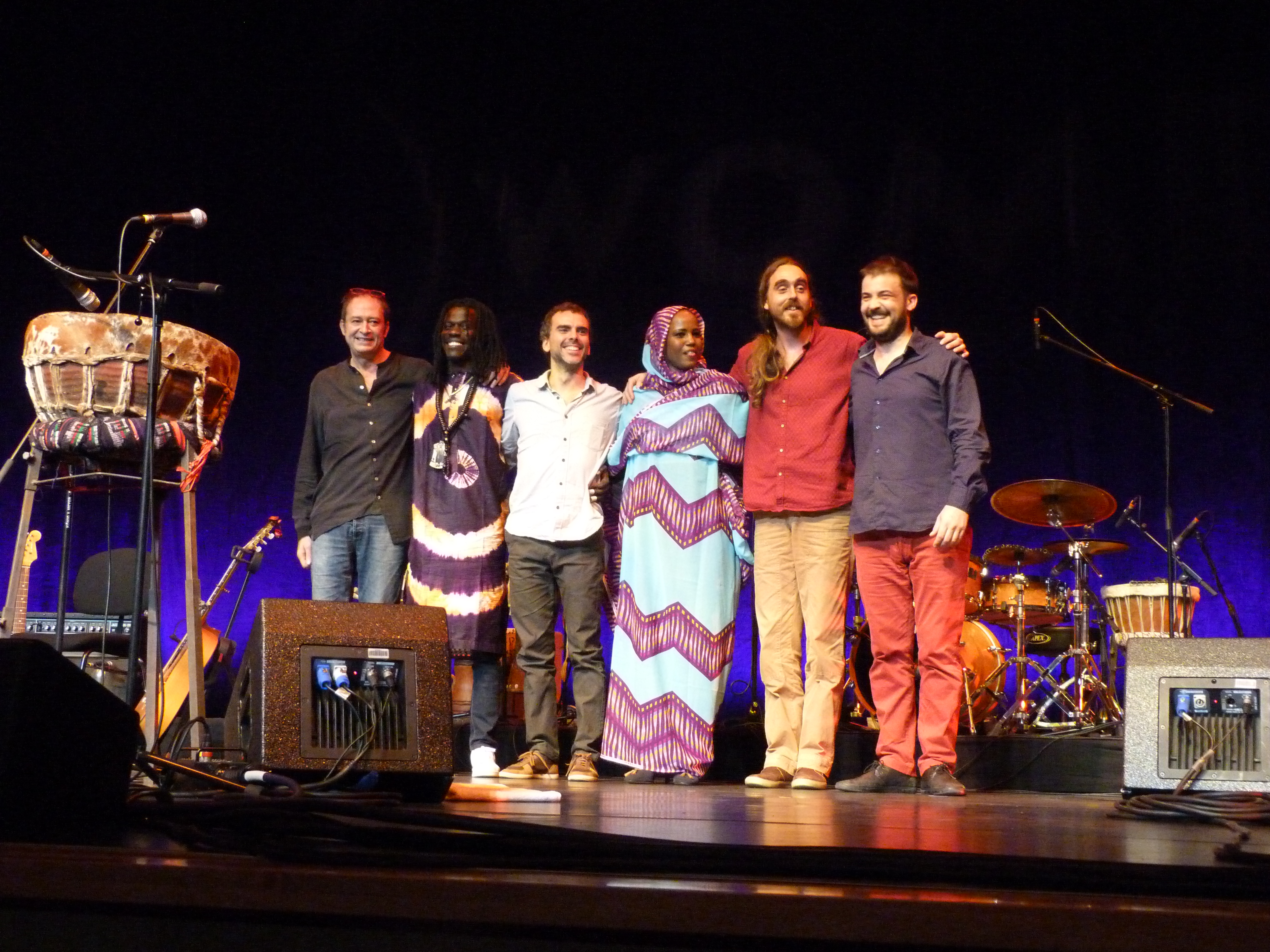
عزيزة إبراهيم وفرقة جوليلي مانكو في بودابست

تتمتع الصحراء الغربية بتقاليد موسيقية راسخة. استقر العديد من الموسيقيين المشهورين من البلاد في داكار، حيث اختلطوا بشكل أكبر مع موسيقيين من غرب إفريقيا.
تشترك الموسيقى الصحراوية في الكثير من القواسم المشتركة مع التقاليد الموسيقية المجاورة مثل موريتانيا وجنوب المغرب، لكنها تحتفظ بجوانب من تراث ما قبل الاستعمار.  التبال هو أداة الإيقاع الأساسية، على الرغم من أن الآلة الوترية التقليدية المسماة تيدينيت، قد تم استبدالها إلى حد كبير بالجيتار الكهربائي.
تم تسجيل أول تسجيل موسيقي صحراوي بعنوان البوليساريو تقاتل على الهواء في برشلونة عام 1982 من قبل فرقة الشهيد الوالي.
بعض فناني الأداء هم من أبناء القبائل الذين عاشوا حياة بدوية، وهذا ينطبق على مريم منت الحسان. 
منذ عام 1998، قامت شركة نوبينجرا الإسبانية بتسويق العديد من أقراص الموسيقى الصحراوية المدمجة في الولايات المتحدة وألمانيا، مع الإصدار الأول لألبوم مكون من ثلاثة أقراص من عام 1998 بعنوان "الصحراويون: موسيقى الصحراء الغربية" (INT 32552). ومن بين الفنانين البارزين في المجموعة المطربة مريم منت الحسان وليؤاد وعازف الجيتار نعيم علال والمغنية عزيزة إبراهيم. وفي الوقت نفسه، أصدرت شركة راوندر ريكوردز الأمريكية مجموعتها الخاصة ليالي مرصعة بالنجوم في الصحراء الغربية في عام 2000.
في عام 2002 أصدرت مريم حسن وليواد ألبومًا مشتركًا بعنوان مريم حسن كون ليواد. ثم في عام 2005 قام نوبينجرا بتحرير أول ألبوم منفرد لمريم حسن بعنوان تمنيات. في عام 2009 صدر ألبوم شوكة. وآخر أعمالها العيون على النار صدر عام 2012.
في عام 2003 قامت نوبينجرا بتحرير ألبوم نار لعازف الجيتار والمغني نعيم علال.
في 8 نوفمبر 2007، أصدر تيريس الألبوم مسارات رملية على العلامة البريطانية ساندبلاست ريكوردز .
في عام 2007، أصدرت فرقة دويه ومقرها الداخلة الألبوم موسيقى الجيتار من الصحراء الغربية. وفي يونيو 2009، أصدرت ألبوم طريق السلام.
في عام 2008، أصدرت عزيزة إبراهيم مع العلامة الفرنسية رياكشن أول أسطوانة مطولة لها بعنوان غنائي. من المقرر عقد ألبومها مبروك مع فرقتها جوليلي مانكو في يونيو 2012.

## أبرز الموسيقيين الصحراويين
- عزيزة إبراهيم
- مريم منت الحسان
- الناجم علال
- تيريز

## روابط خارجية
- عينة وتنزيل الصحراء، تييرا ميا
- عينة وتنزيل مريم حسن كون ليواد
- المعلومات والصوت وعينات الفيديو
- مقابلة مريم حسن
- ليالي مرصعة بالنجوم في الصحراء الغربية
- استمع إلى عينة الاحتفال بالنجوم
- استمع إلى عينات من قرص ومريم حسان، ونعيم علال وآخرين على CDRoots.com
- تقدم القرص المضغوط الجديد لمريم حسن